# Termoluminiscence
Termoluminiscence je luminiscence vyvolaná vzrůstem teploty po předchozím dodání energie (excitaci). Dodání energie musí být však za tak nízké teploty, aby excitované elektrony zůstaly v záchytných centrech. Časový interval mezi excitací a tepelnou aktivací může být značně dlouhý.
Tato aktivace však za pořádné excitace nemusí být aktuální při špatném provedení.